# 다운힐 (2020년 영화)
《다운힐》(영어: Downhill)은 미국에서 제작된 냇 팩슨, 짐 래시 감독의 2020년 블랙 코미디 드라마 영화이다. 2014년 스웨덴 영화 《포스 마쥬어: 화이트 베케이션》이 원작이다. 줄리아 루이드라이퍼스와 윌 페럴이 부부 역으로 출연하였고, 스테퍼니 아스피아주 등이 제작에 참여하였다.
이 영화는 2020년 1월 26일 제36회 선댄스 영화제를 통해 전 세계 최초로 상영되었으며 2020년 2월 14일 서치라이트 픽처스를 통해 극장 개봉하였다. 이 영화는 비평가들로부터 엇갈린 평가를 받았다.

## 줄거리
오스트리아 이슈글로 가족 스키 여행을 온 부부가 눈사태로 죽을 뻔한 위기를 겪고 현재 삶과 상대방을 재평가하게 된다.

## 출연
- 줄리아 루이드라이퍼스 - 빌리 스탠턴 역
- 윌 페럴 - 피트 스탠턴 역
- 미란다 오토 - 레이디 보보 역
- 조이 차오 - 로지 역
- 잭 우즈 - 잭 역
- 크리스토페르 히뷰 - 미헬 역
- 줄리오 베루티 - 굴리엘모 역

## 기타 제작진
- 미술: 데이비드 워런